# Ferrari Berlinetta Boxer
Pour les articles homonymes, voir Ferrari, BB et Boxer.
La Ferrari BB ou Ferrari Berlinetta Boxer est une voiture de sport supercar GT à moteur 12 cylindres à plat du constructeur automobile italien Ferrari, produite à 2 323 exemplaires en 3 versions routières de série entre 1973 et 1984.

## Histoire
La Ferrari BB désigne trois modèles successifs, pour rivaliser en particulier avec la Lamborghini Countach de 1974, ainsi qu'un ultime modèle dédié à la compétition et aux 24 Heures du Mans. Le nom BB serait secrètement lié d'après Ferrari au surnom de l'actrice star emblématique internationale de l'époque Brigitte Bardot,.

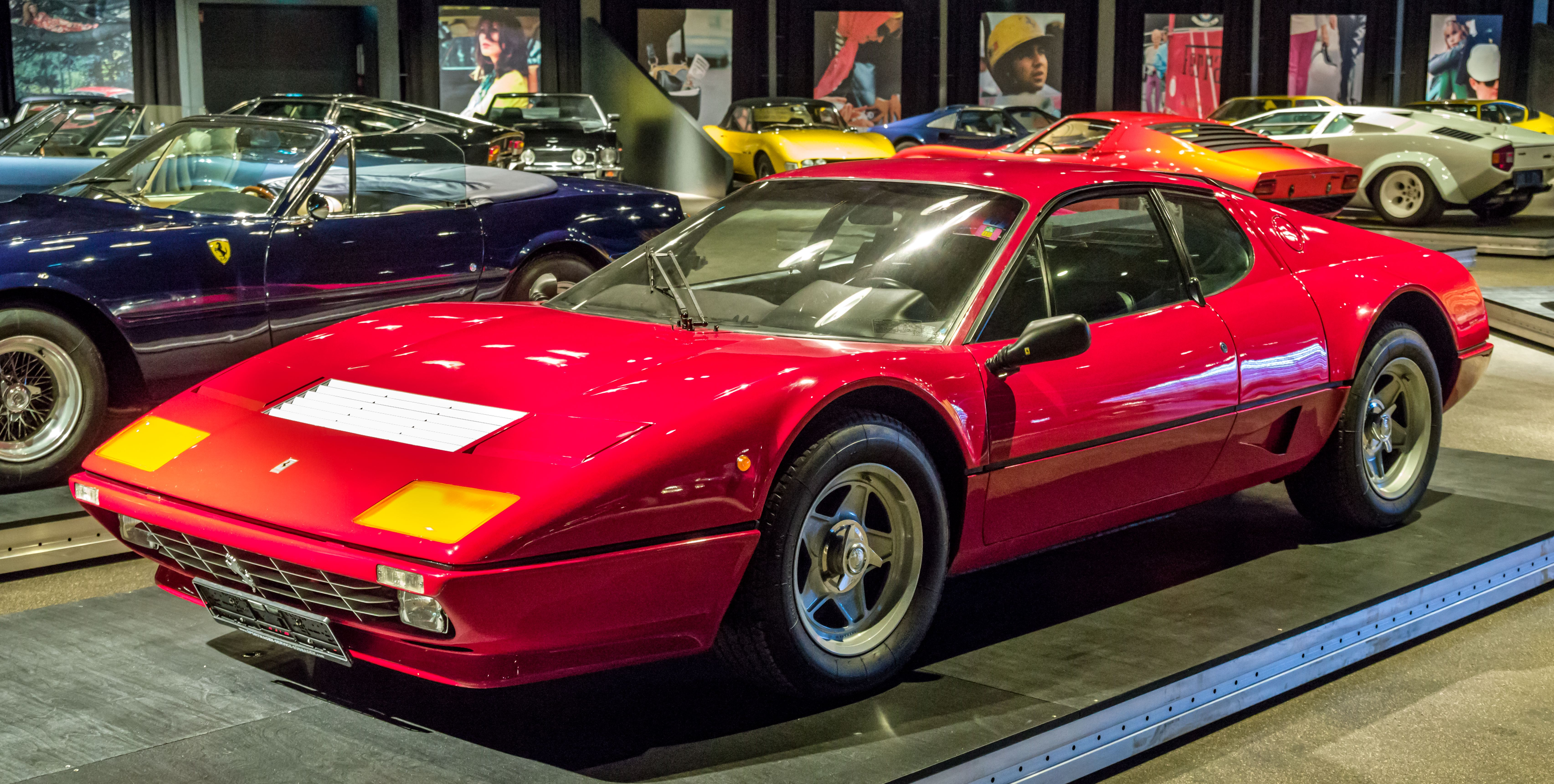
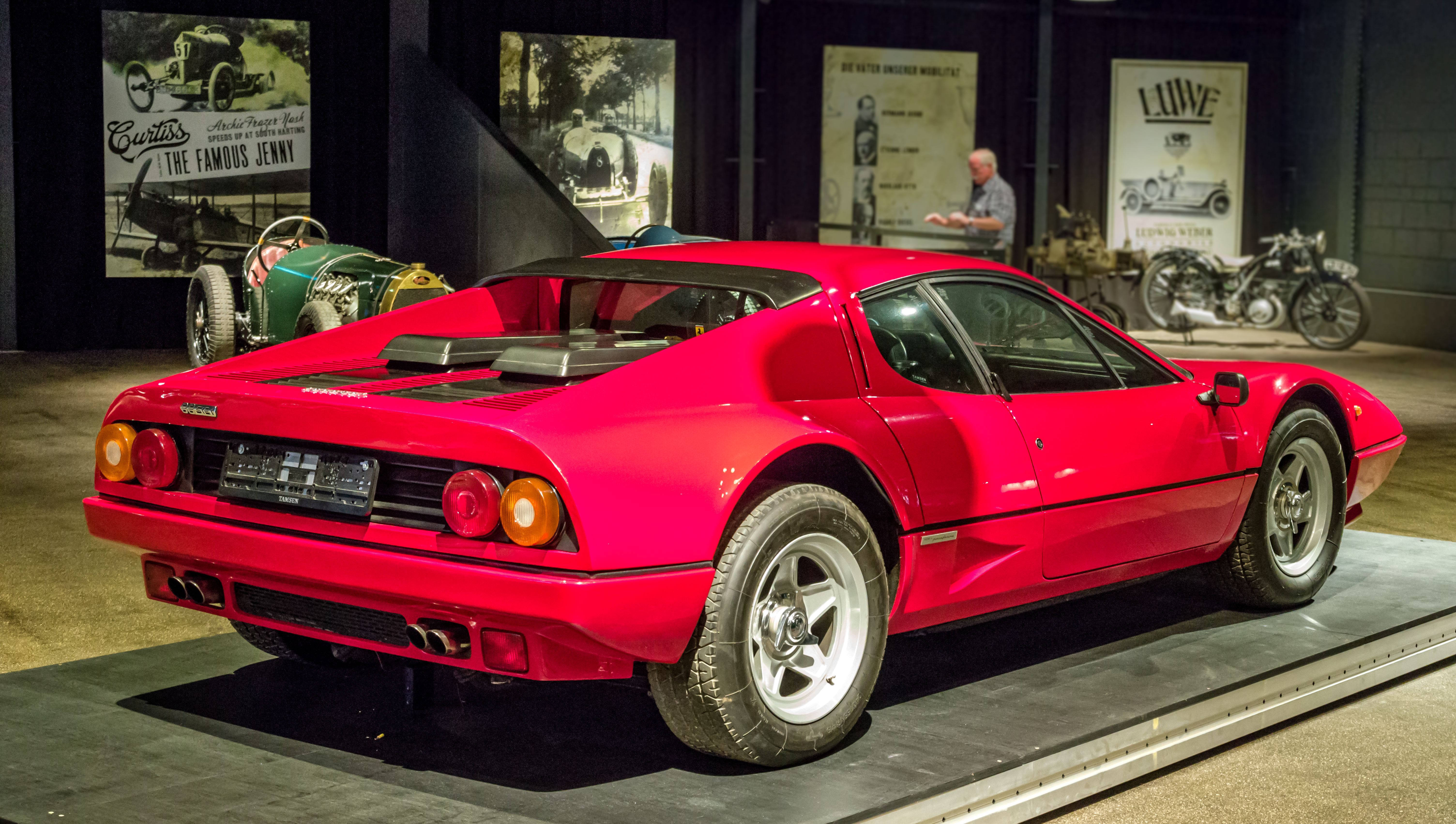

Le design de la carrosserie à phare escamotable, du designer Pininfarina Leonardo Fioravanti, est inspiré de son précédent concept car Ferrari P6 et de sa précédente Ferrari 365 Daytona de 1968. Il inspire la future ligne stylistique du même designer des Ferrari 308 (1975), Ferrari Mondial (1980), Ferrari 288 GTO (1984), Ferrari 328 (1985), Ferrari F40 (1987), Ferrari 348 (1989), et Ferrari F355 (1994),...

Concept car Ferrari P6 Pininfarina (1968)
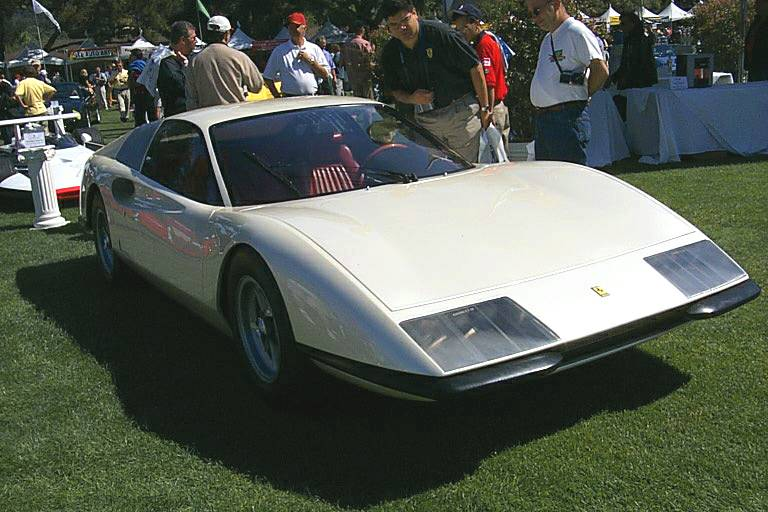
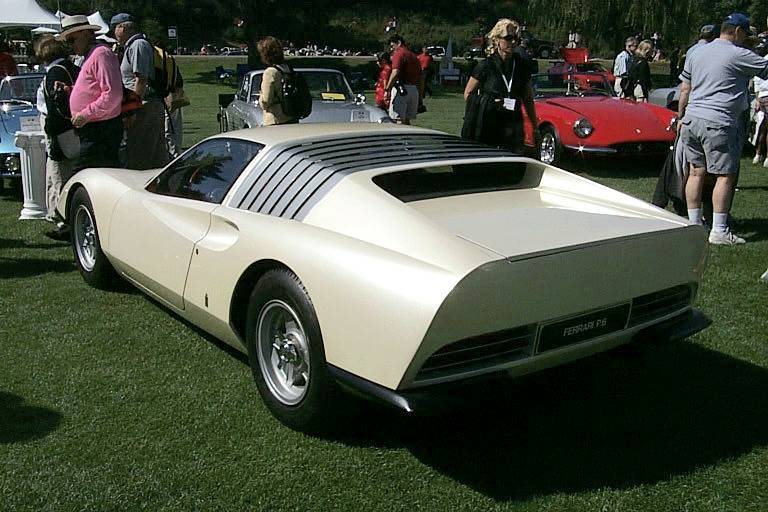

La Ferrari BB est motorisée par un moteur Ferrari 12 cylindres à plat de 4,4 et 4,9 L (moteur à plat en V à 180° et non pas Boxer) dérivé des V12 à plat des Ferrari 312 B de Formule 1 (2e du championnat des constructeurs du championnat du monde de Formule 1 1970) et Ferrari 312 PB sport-prototype, du chef motoriste Scuderia Ferrari Mauro Forghieri, ainsi que des Ferrari 312 T (champion du monde des constructeurs 1975, 1976, 1977 et 1979, et champion du monde de Formule 1 des pilotes 1975, 1977 et 1979).
Mauro Forghieri, un des chefs-ingénieurs de la Scuderia Ferrari pendant plus de 20 ans, explique que BB signifiait à l'origine Berlinetta Bialbero et non pas Berlinetta Boxer : « Le B est interprété comme signifiant Boxer par les journalistes, Le B voulait dire Bialbero (double arbre à cames). Mais il n'y a rien à faire contre cette mauvaise interprétation des journalistes. Les gens continuent à l'appeler Boxer. Ils ont assimilé ce mot. Il n'y a rien à faire. J'ai beau le répéter souvent, cela ne sert à rien. Peut-être même qu'ils ne me croient pas ! »,. Le nom BB serait en réalité secrètement lié d'après Ferrari au surnom de l'actrice star emblématique internationale de l'époque Brigitte Bardot,.

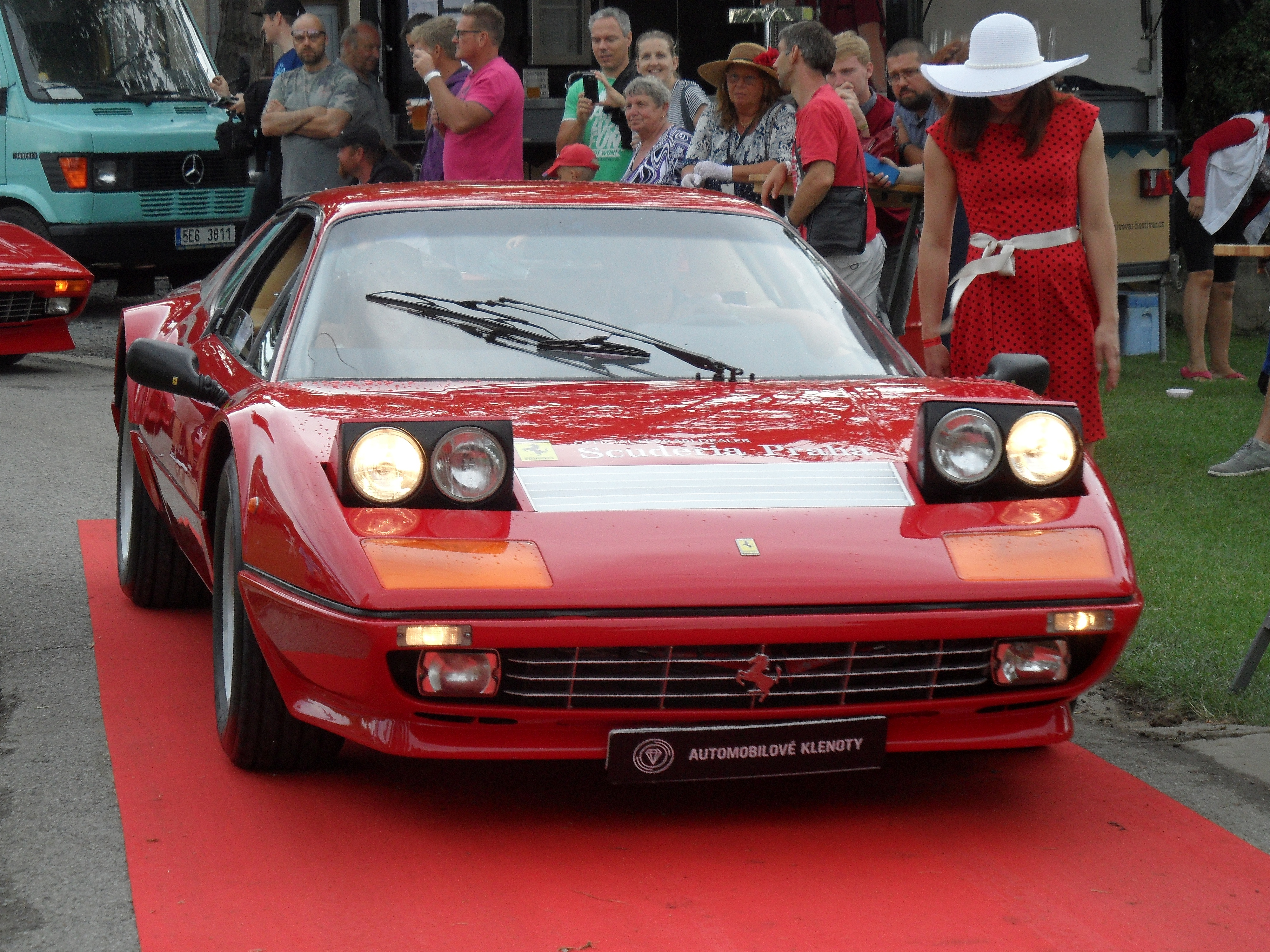
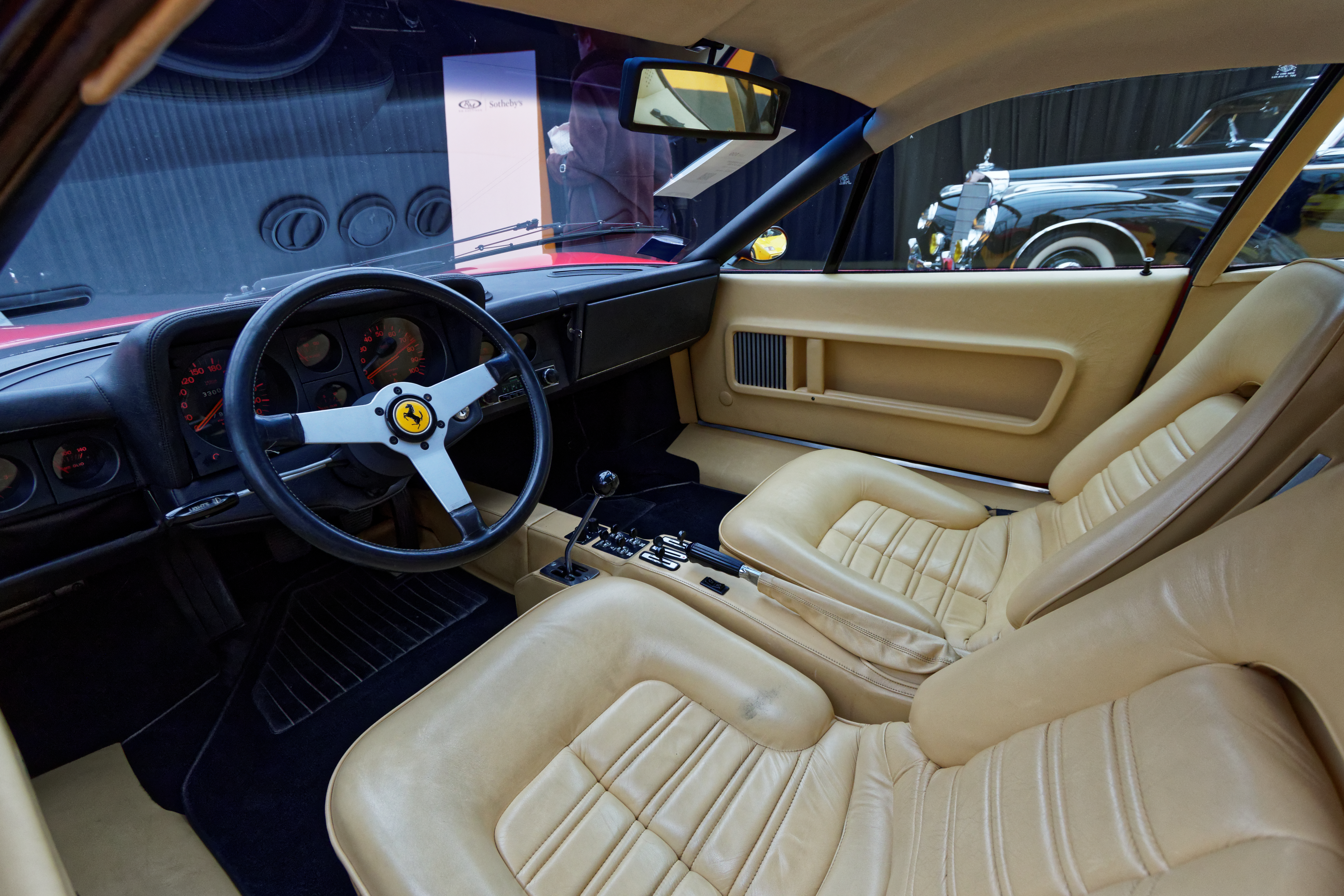
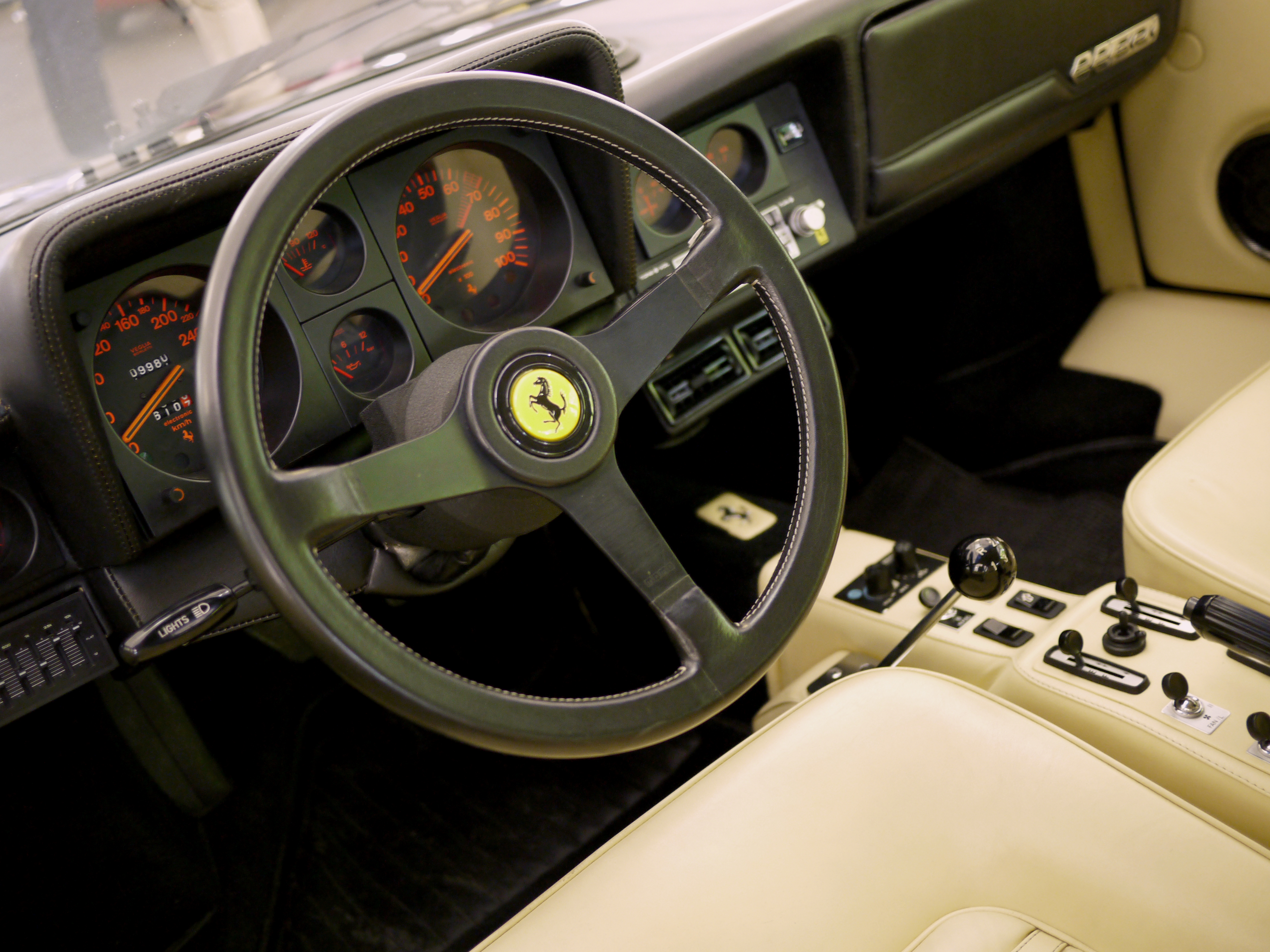
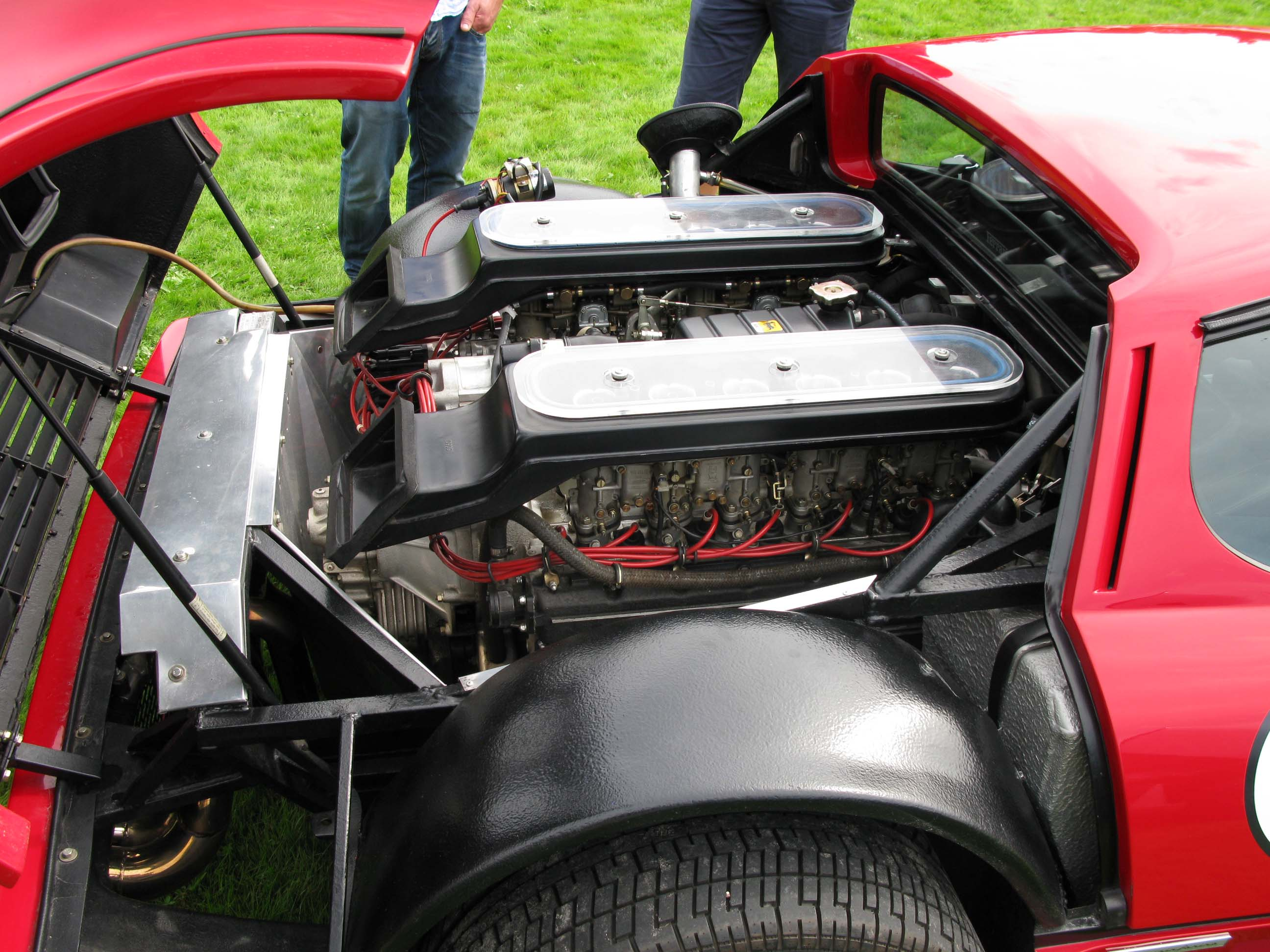
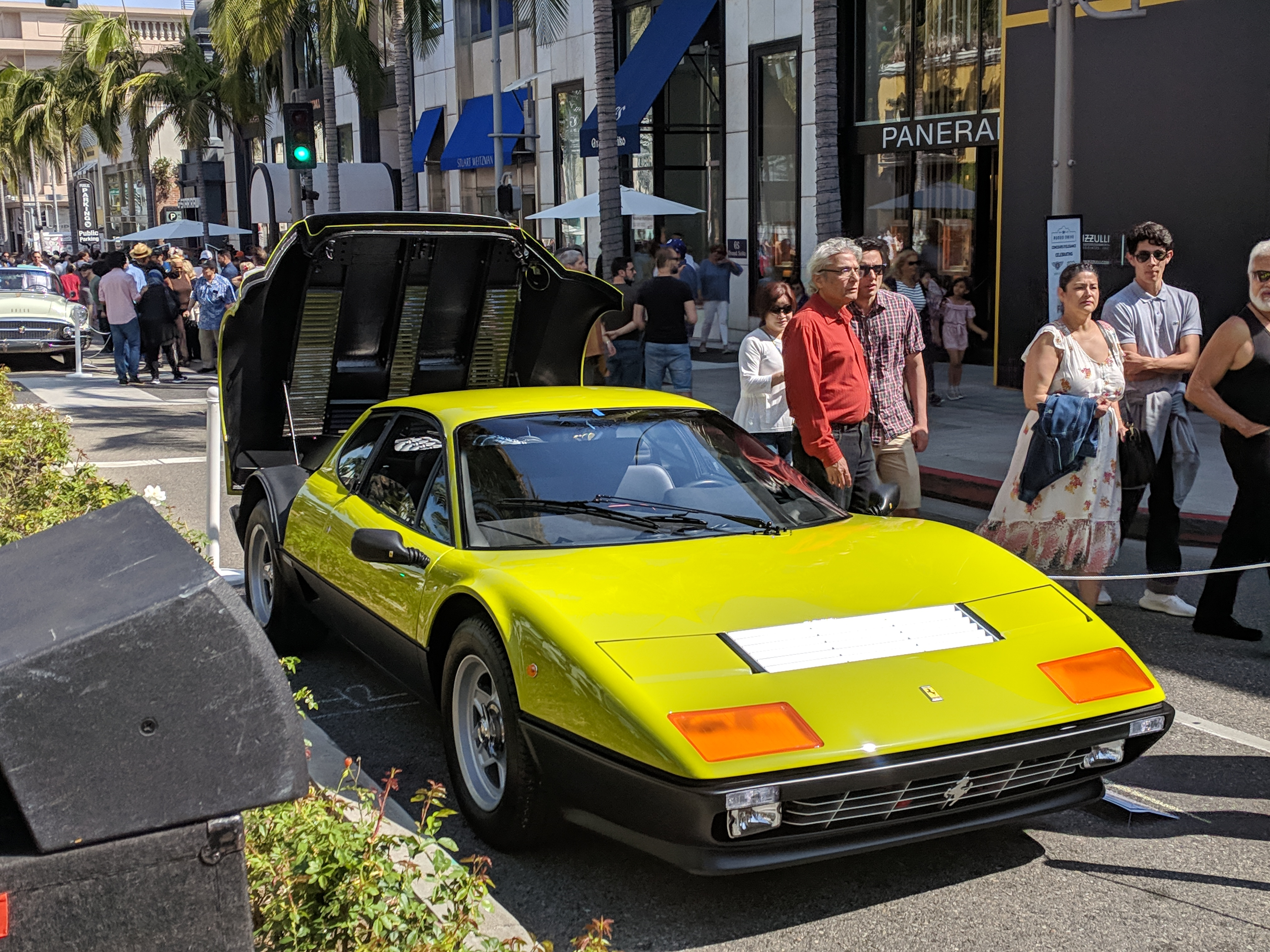

La Ferrari Testarossa lui succède en 1984, avec un nouveau design de carrosserie du même designer Pininfarina Leonardo Fioravanti et le même moteur poussé à 390 ch pour 290 km/h de vitesse de pointe.

## 365 GT4 BB

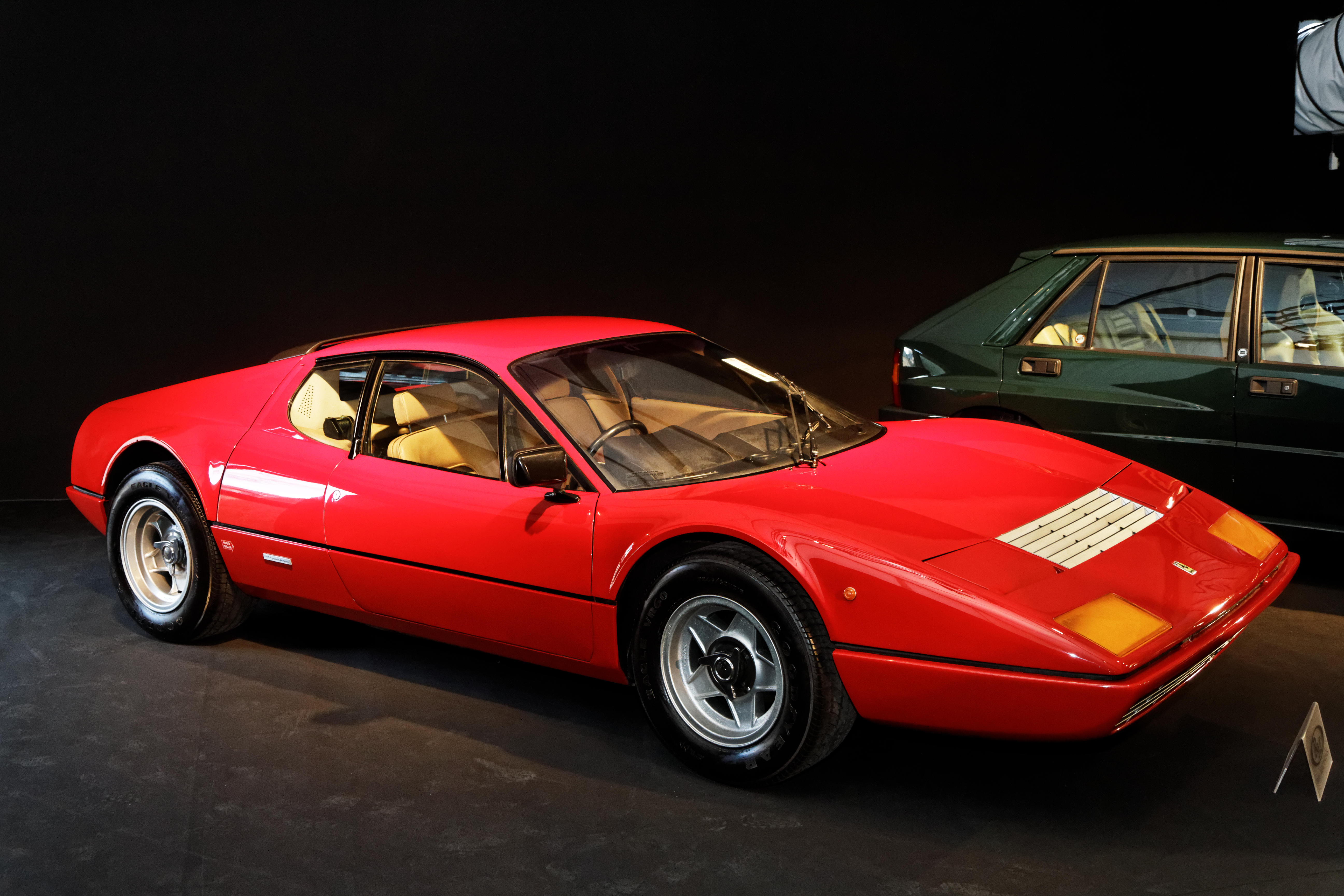
365 GT4 BB (1974).

À la fin des années 1960, les voitures GT évoluent vers une position centrale-arrière du moteur. Bien que cette technique soit depuis longtemps utilisée par Ferrari sur ses voitures de compétition, Enzo Ferrari persiste à fabriquer des GT traditionnelles à moteur à l'avant, à l'image des Ferrari 365 Daytona à moteur Ferrari V12 Colombo. Avec la 365 GT4/BB, il finit par proposer un modèle à moteur central-arrière en 1971, inspiré de ces précédentes Dino 206 GT (1965), Dino 246 GT/GTS (1969), Ferrari P6, et Ferrari 330 P de 1967.

Différence entre deux moteurs à plat : le type boxer (en haut) et le moteur en V à 180° (en bas).

La 365 GT4 BB, est dévoilée au salon de l'automobile de Turin en 1971 en même temps que le premier prototype de Lamborghini Countach, pour succéder aux Ferrari 365 Daytona (1968) et Lamborghini Miura (1966). Elle est commercialisée à partir de 1973 après sa présentation au Mondial de l'automobile de Paris. Elle est construite à 387 exemplaires dont 88 avec la conduite à droite (58 exemplaires exportés pour le marché britannique), ce qui en fait le modèle le plus rare de toutes les Boxer Berlinetta.
Bien qu'elle partage sa désignation 365 avec la Ferrari 365 Daytona en référence à la cylindrée unitaire, le moteur est radicalement différent puisqu'il est implanté ici en position centrale-arrière (comme celui de la Ferrari Dino) mais aussi car il s'agit d'un moteur à plat. Il est plus puissant que celui de sa devancière la Daytona, avec ses 360 chevaux.
Contrairement à la croyance répandue et favorisée par le nom du modèle, le moteur n’est pas un boxer (un moteur organisé par groupes de deux pistons opposés à mouvement antagoniste parce que reliés à deux manetons opposés) mais un 12 cylindres en V à 180° (c'est-à-dire que les deux pistons opposés ont leurs bielles fixées au même maneton) calqué sur celui des monoplaces de Formule 1. La transmission manuelle dispose de cinq vitesses. Des courroies de distribution remplacent les chaines présentes sur les précédents moteurs.

## 512 BB

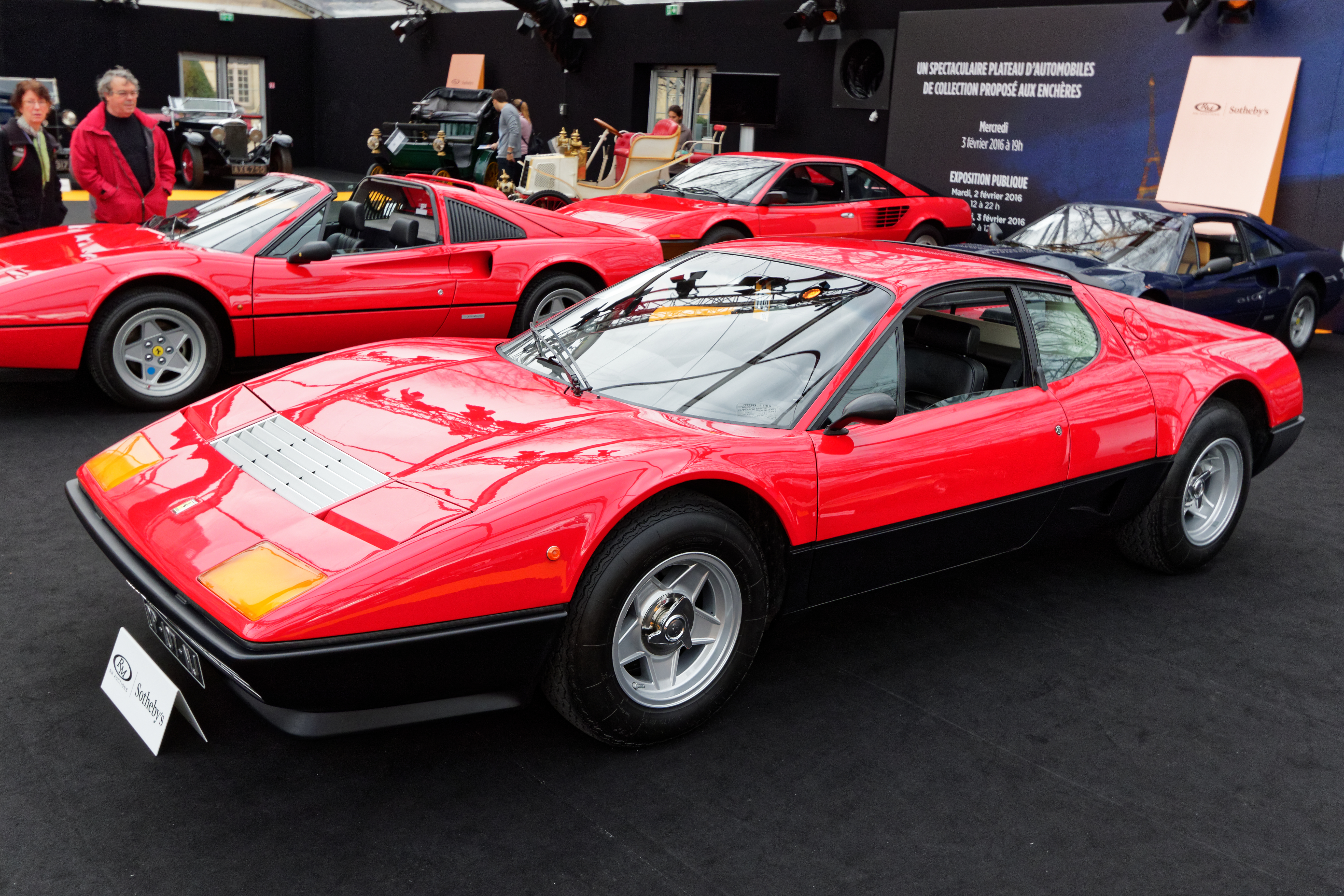
512 BB (1976).

En 1976, Ferrari décide de rendre plus propre sa nouvelle voiture, renommée Ferrari 512 BB et, ne voulant pas renoncer à la puissance minimale, la dote d'un nouveau moteur dont la cylindrée passe de 4,4 à 5 litres.
La production de la 512 BB s'arrête en 1981 avec 929 exemplaires ; elle est remplacée par la 512 BBi.

## 512 BBi

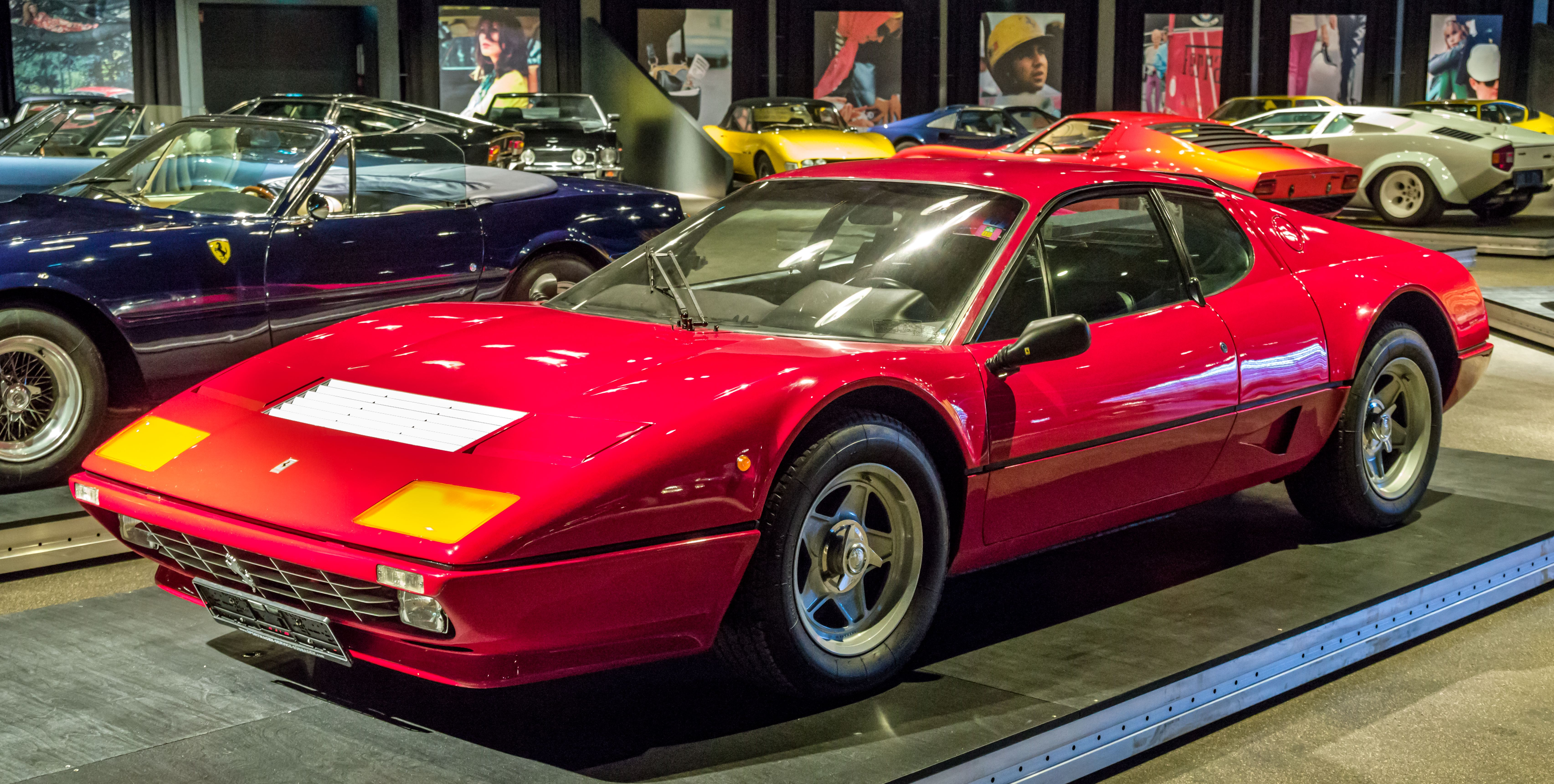
512 BBi (1983).

En raison de la nouvelle réglementation antipollution américaine de 1981, les quatre carburateurs Weber triple corps sont remplacés par un système d'injection Bosch K-Jetronic et la nouvelle voiture est renommée 512 BBi.
L'injection adoucit le caractère du moteur 12 cylindres et la puissance décroît à 340 chevaux (contre 360 auparavant) à un régime moteur de 6000 tr/min. Le couple maximal se situe à 46 kgm et est disponible à un régime plus bas (4200 tr/min). La vitesse maximale est de 283 km/h
La 512 BBi adopte des pneus Michelin TRX de taille égale sur les deux essieux. Les feux antibrouillard avant sont désormais placés de part et d'autre de la grille de calandre. De nouvelles garnitures intérieures et une nouvelle instrumentation équipent l'habitacle.
1 007 exemplaires sont produits jusqu'en 1984 date à laquelle la 512 BBi est remplacée par la Ferrari Testarossa.

## BB 512 LM

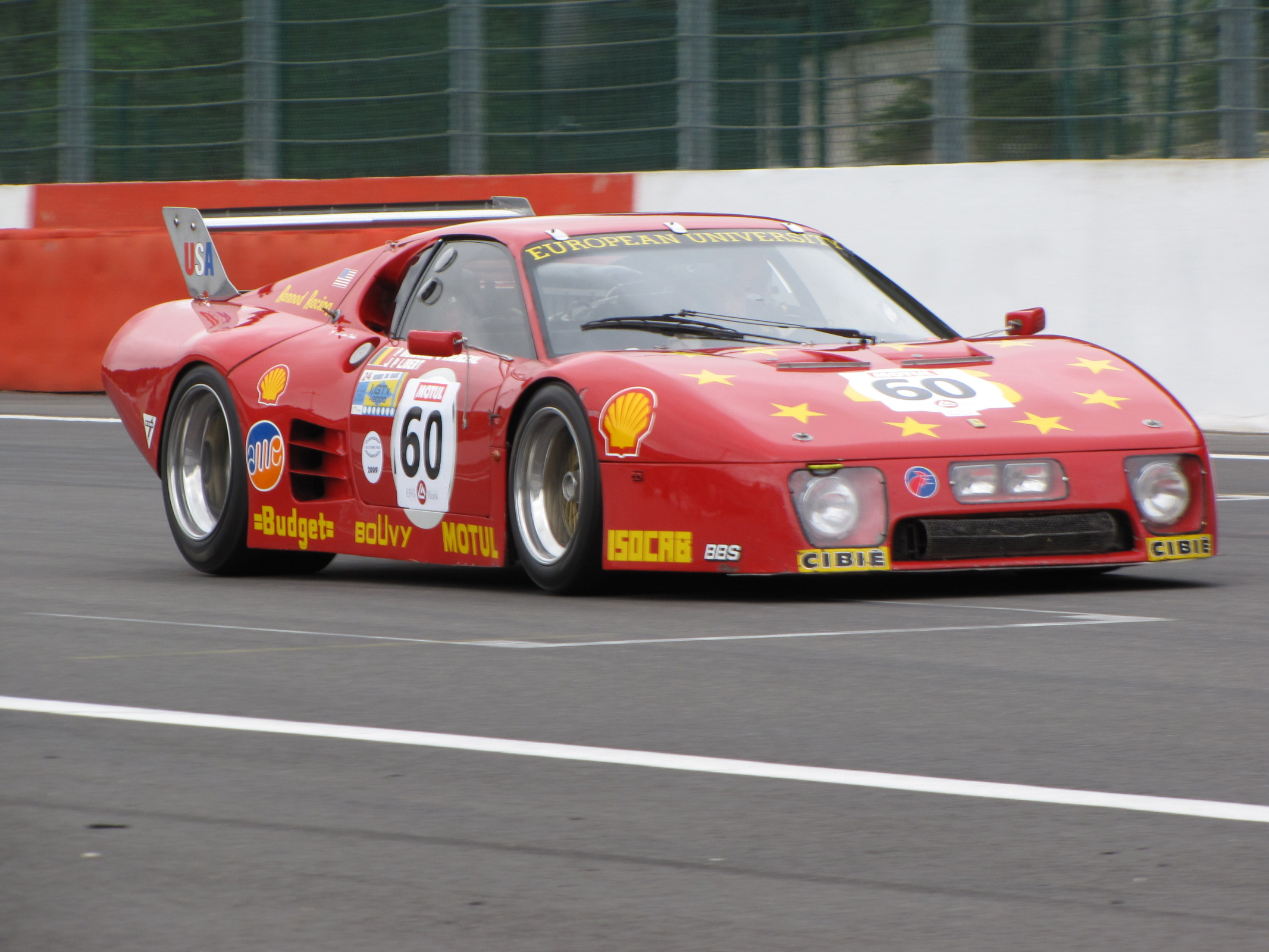
Ferrari 512 BB LM à Spa en 2009

En 1974, le patron de l'écurie de course américaine North American Racing Team (NART), Luigi Chinetti développe une variante de course de la 365 GT4 BB pour remplacer les 365 GTB/4 Daytona de l'équipe pour une utilisation dans les courses de voitures de sport. La voiture du NART fait ses débuts aux 24 Heures de Daytona en 1975 avant d'obtenir une sixième place aux 12 Heures de Sebring deux mois plus tard. Le NART continua d'utiliser la voiture en 1978, date à laquelle Ferrari avait commencé le développement officiel d'une variante de course de la BB 512. Le service d'assistance à la clientèle de Ferrari modifia largement quatre BB 512 en 1978, en ajoutant des passages de roues plus larges, un aileron aérodynamique et des ailes arrière de Ferrari 312T2 F1. La puissance du 12 plat fut portée à 440 ch (328 kW) tout en diminuant le poids des voitures à environ 1 200 kg (2 646 lb). Les quatre voitures, appelées BB LM par Ferrari furent utilisées par Charles Pozzi, l'Écurie Francorchamps, et le NART aux 24 Heures du Mans en 1978, mais aucune équipe ne put terminer la course.
Après l'échec de la première série, Ferrari travailla sur l'amélioration de la BB LM avec un second programme de développement à la fin de 1978. Les carburateurs Weber furent remplacés par un système Bosch d'injection électronique de carburant faisant passer la puissance à 470 chevaux (350 kW). Ce système d'injection fut adapté plus tard pour la BB 512i de série. La carrosserie des premières BB LM fut remplacée par un nouveau concept développé par Pininfarina 41 cm plus long et sans réutiliser aucun des éléments de style d'origine. Les phares pop-up furent remplacées par des unités fixes intégrées dans la carrosserie tandis que la queue fut rallongée au maximum de ce qui était autorisé par la réglementation. Neuf de ces BB LM révisées furent construites par Ferrari en 1979, tandis qu'une série de seize autres furent construites entre 1980 et 1982. Les meilleurs résultats des BB LM furent la cinquième place au classement général et la première dans la catégorie GTX aux 24 heures du Mans 1981.